# Biwako Broadcasting
Biwako Broadcasting Co., Ltd. (BBC) (びわ湖放送株式会社 Biwako Hōsō Kabushiki gaisha?) es una estación de televisión terrestre comercial gratuita que sirve a la Prefectura de Shiga de Japón.

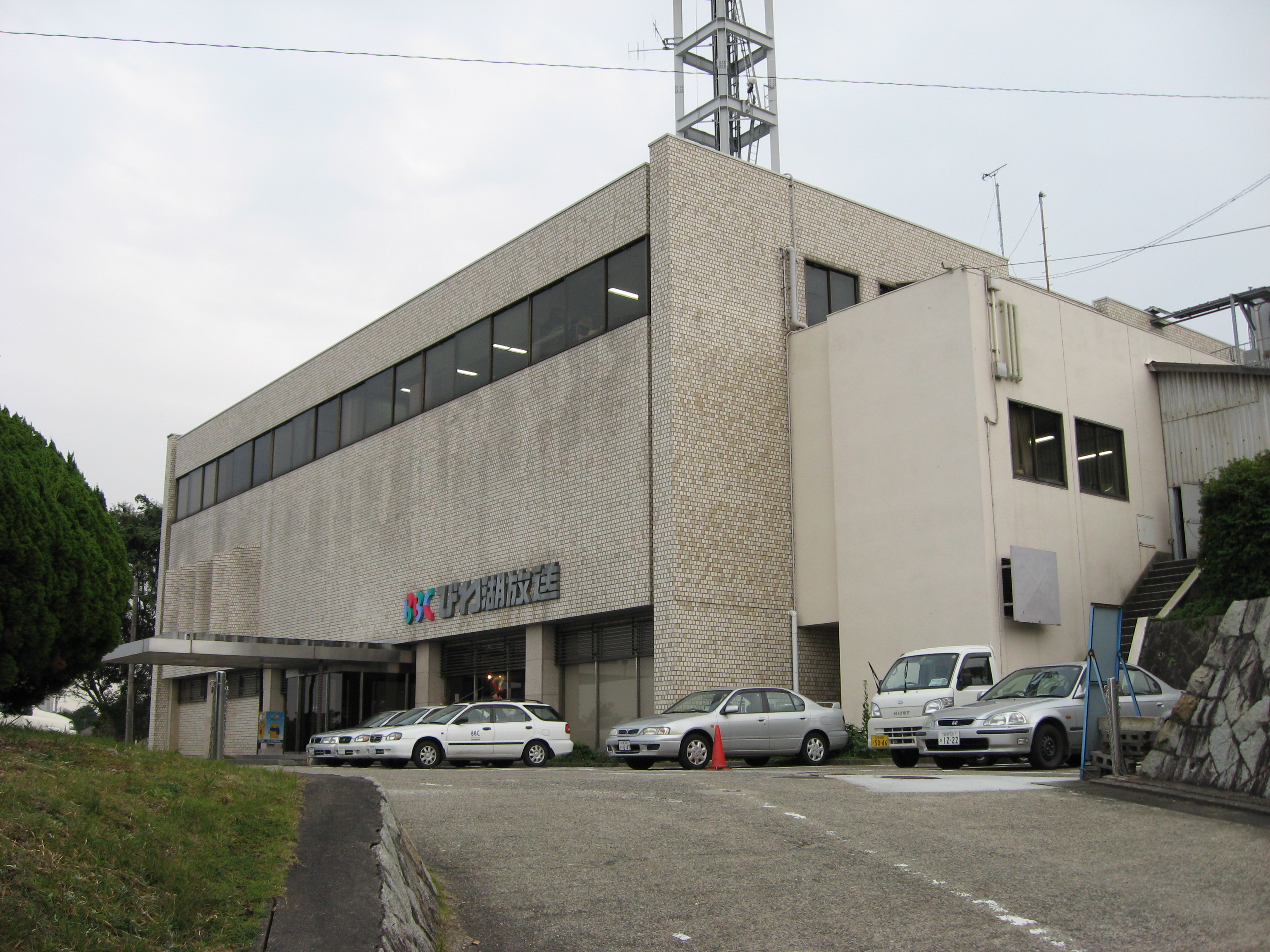
Estudios y oficinas de Biwako Broadcasting

Es miembro de la Asociación japonesa de Estaciones Televisivas Independientes (JAITS).

## Oficinas
- Central - 16-1, Tsurunosato, Ōtsu, Prefectura de Shiga[1]
- Oficina en Hikone  - K1 Edificio, 1-3-1, Kyomachi, Hikone, Prefectura de Shiga[1]
- Oficina de Tokio - Nippon Animación Bildg., 7-10-11, Ginza, Chūō, Tokio[1]
- Oficina de Osaka - Chiyoda Bildg., 2-5-8, Umeda, Kita-ku, Osaka[1]

## Historia
- 22 de mayo de 1971 - Biwako Broadcating Co., Ltd. Es fundado.
- 1 de april de 1972 - BBC comienza a transmitir.
- 1 de octubre de 2006 - BBC empieza sus transmisiones por  televisión digital.
- 24 de julio de 2011 - BBC termina su transmisión en la televisión analógica.

## Estaciones
Analógico - JOBL-TV (hasta el 24 de julio de 2011)
- Otsu (Mt. Usa) - Canal 30
- Hikone - Canal 56
- Kōsei - Canal 53

Digital - JOBL-DTV
- Controlador remoto ID: 3
- Otsu (Mt. Usa) - Canal 20
- Hikone - Canal 29
- Kōsei - Canal 29
- Otsu Ishiyama - Canal 20
- Otsu Fujio - Canal 20
- Yōkaichi - Canal 48
- Kōka Ohara - Canal 29
- Otsu Yamanaka - Canal 20
- Shigaraki - Canal 52
- Takatsuki Takano - Canal 45

## Programas
- News CATCH (ニュースCATCH Nyūsu Kyatchi?) - Noticias
- Kirarin Shiga (キラりん滋賀?) - Programa de variedades de información
- Kurashi safety (くらしsafety Kurashi Sefuti?) - Información de medidas de desastre
- Biwako Company (びわ湖カンパニー Biwako Kanpani?) - Show regional de variedades
- Shiga Economy NOW (滋賀経済NOW Shiga Keizai NOW?) - Noticias sobre economía

Entre otros más.